# Heinrich Schlier
Heinrich Schlier (* 31. März 1900 in Neuburg an der Donau; † 26. Dezember 1978 in Bonn) war ein deutscher, zunächst evangelisch-lutherischer, dann römisch-katholischer Theologe.

## Vita
Heinrich Schlier wurde als Sohn eines Militärarztes in Neuburg geboren. Seine ältere Schwester war die deutsche Journalistin Paula Schlier. Er besuchte Gymnasien in Landau und Ingolstadt, 1918 vom Militärdienst im Ersten Weltkrieg unterbrochen. Nach dem Abitur 1919 studierte er Evangelische Theologie an den Universitäten Marburg und Leipzig. 1926 wurde Schlier mit der Dissertation Religionsgeschichtliche Untersuchungen zu den Ignatiusbriefen zum Lizentiaten (Lic. theol.) promoviert. Im selben Jahr wurde er ordiniert. Von 1927 bis 1930 wirkte Schlier als Pfarrer in Casekirchen. Während seines Wirkens als Pfarrer habilitierte er sich 1928 an der Universität Jena mit einer Habilitationsschrift über Christus und die Kirche im Epheserbrief. Ab 1930 war er Dozent für Neues Testament in Marburg, Halle an der Saale und an der Kirchlichen Hochschule Wuppertal. Schlier gehörte der Bekennenden Kirche an; 1935 wurde ihm die Leitung der Kirchlichen Hochschule Wuppertal übertragen. Im Dezember 1936 ließ die Gestapo die Kirchliche Hochschule Wuppertal, die nach einer ersten Schließung unter dem Dach des Theologischen Schule Elberfeld e. V. mit Einschränkungen weiterarbeiten konnte, endgültig schließen. 1937 wurde Schlier daraufhin Pfarrer der Bekenntnisgemeinde in Wuppertal-Elberfeld. Er war Mitglied der konfessionellen Arbeitsgemeinschaft lutherischer Pastoren im Rheinland, zu der u. a. auch Joachim Beckmann und Peter Brunner gehörten und aus der sich nach dem Zweiten Weltkrieg der Lutherische Konvent im Rheinland entwickelte.
Nach Ende des Zweiten Weltkrieges erhielt Schlier den Ruf an den renommierten Lehrstuhl für Neues Testament und Alte Kirchengeschichte an der Evangelisch-Theologischen Fakultät der Universität Bonn.
Im Laufe der Jahre geriet er jedoch in zunehmende Distanz zum Protestantismus, weil er zu der Überzeugung gelangte, dass die ekklesiologischen Paradigmen des Neuen Testaments am deutlichsten in der römisch-katholischen Kirche verankert seien, wie er in seiner Kurzen Rechenschaft ausführte. Folgerichtig ließ sich Schlier 1952 emeritieren und konvertierte ein Jahr später zur römisch-katholischen Kirche.
Einen ordentlichen Lehrstuhl an einer Katholisch-Theologischen Fakultät konnte Schlier nicht erhalten, da diese in jener Zeit noch allein geweihten Priestern vorbehalten waren. Als Honorarprofessor an der Philosophischen Fakultät der Universität Bonn konnte Schlier jedoch weiterhin Vorlesungen und Seminare zur neutestamentlichen Theologie halten. Papst Paul VI. berief ihn in die Päpstliche Bibelkommission. Darüber hinaus war Schlier an der Erstellung der Einheitsübersetzung der Bibel beteiligt und gab zusammen mit Karl Rahner die Reihe Quaestiones disputatae heraus.
Heinrich Schlier zählt zu den großen Neutestamentlern des 20. Jahrhunderts. Am 9. November 1972 wurde ihm die Ehrendoktorwürde der Universität Salzburg verliehen.
Heinrich Schlier heiratete 1927 Hildegard Haas. Die Eheleute hatten vier Kinder.

## Schriften (Auswahl)

### Exegetische Kommentare zu Büchern des Neuen Testamentes
- Der Römerbrief. (= Herders theologischer Kommentar zum Neuen Testament, Bd. 6). Herder, Freiburg, 3. Aufl. 1987. ISBN 3-451-16769-7.
- Der Brief an die Galater. Vandenhoeck & Ruprecht, Göttingen, 15. Aufl. 1989. ISBN 3-525-51545-6.
- Der Brief an die Epheser. Ein Kommentar. Patmos-Verlag, Düsseldorf, 7. Aufl. 1971.
- Der Apostel und seine Gemeinde. Auslegung des 1. Briefes an die Thessalonicher. Herder, Freiburg 1972. ISBN 3-451-16560-0.

### Zur neutestamentlichen Theologie
- Christus und die Kirche im Epheserbrief. J.C.B. Mohr, Tübingen 1930.
- Mächte und Gewalten im Neuen Testament. Herder, Freiburg 1958; Neuaufl.: Johannes-Verlag, Einsiedeln 2007. ISBN 978-3-89411-398-8.
- Grundzüge einer paulinischen Theologie. Herder, Freiburg 1978. ISBN 3-451-18159-2.

### Kirchenpolitische Schriften
- Die Verantwortung der Kirche für den theologischen Unterricht, Rheinisch-Westfälischer Gemeindetag Unter dem Wort, Wuppertal-Barmen 1936.

### Spirituelle Werke
- Er ist Dein Licht. Besinnungen. Verlag Herder, Freiburg im Breisgau 1977, ISBN 3-451-17969-5.

### Sammelwerke
- Exegetische Aufsätze und Vorträge. Herder, Freiburg
  - Bd. 1: Die Zeit der Kirche. 1956.
  - Bd. 2: Besinnung auf das Neue Testament. 1964.
  - Bd. 3: Das Ende der Zeit. 1971.
  - Bd. 4: Der Geist und die Kirche. 1980.